# Leiestes dieneri
Leiestes dieneri es una especie de coleóptero de la familia Endomychidae.

## Distribución geográfica
Habita en Eslovaquia.